# Фахрутдинова, Наиля Робертовна
Наиля Робертовна Фахрутдинова (в девичестве — Шайдуллина) (род. 2 августа 1994, Азнакаево, Татарстан) — российская волейболистка, доигровщица.

## Биография
Наиля родилась 2 августа 1994 года в Азнакаево, Татарстан. Начала заниматься волейболом по рекомендации отца. Первый тренер — С. В. Галаганов.
Училась в Казанском федеральном университете, а затем — в Стерлитамакском институте физической культуры, который закончила по специальности «тренер ФК и ВМ».
19 июня 2020 года вышла замуж за волейболиста Ильнара Фахрутдинова.
Открыла свой спортивный клуб в городе Нижнекамск «BIG VOLLEY”. Начала свою тренерскую деятельность и тренирует детей. 

## Карьера
Дебютировала в чемпионате России в 2013 году в составе команды «Динамо-Казань», став вместе с ней чемпионкой России. Затем выступала за клубы «Уфимочка», «Олимп» и «Чанаккале».
С 2017 по 2018 год выступала за клуб «Протон», с которым стала бронзовым призёром Кубка России. В июле 2018 года перешла в команду «Приморочка», а в ноябре вернулась в «Протон», где играла до конца сезона.
В сезоне 2019—2020 выступала в кипрском клубе «Аполон Лимасол».
С сентября по декабрь 2020 года выступала за израильский клуб «Маккаби Хайфа».

## Достижения

### С клубами
- Чемпионка России 2013
- Бронзовый призёр Кубка России 2017